# Monsteroux-Milieu
Monsteroux-Milieu és un municipi francès situat al departament de la Isèra i a la regió d'Alvèrnia-Roine-Alps. L'any 2007 tenia 710 habitants.

## Demografia

### Població
El 2007 la població de fet de Monsteroux-Milieu era de 710 persones. Hi havia 248 famílies de les quals 39 eren unipersonals (27 homes vivint sols i 12 dones vivint soles), 70 parelles sense fills, 116 parelles amb fills i 23 famílies monoparentals amb fills.
La població ha evolucionat segons el següent gràfic:
Habitants censats

### Habitatges
El 2007 hi havia 281 habitatges, 254 eren l'habitatge principal de la família, 13 eren segones residències i 14 estaven desocupats. 264 eren cases i 13 eren apartaments. Dels 254 habitatges principals, 225 estaven ocupats pels seus propietaris, 27 estaven llogats i ocupats pels llogaters i 2 estaven cedits a títol gratuït; 5 tenien dues cambres, 30 en tenien tres, 62 en tenien quatre i 157 en tenien cinc o més. 221 habitatges disposaven pel capbaix d'una plaça de pàrquing. A 80 habitatges hi havia un automòbil i a 160 n'hi havia dos o més.

### Piràmide de població
La piràmide de població per edats i sexe el 2009 era:
| Homes | Edats   | Dones |
| ----- | ------- | ----- |
| 0     | 95 o +  | 0     |
| 4     | 90 a 94 | 8     |
| 0     | 85 a 89 | 0     |
| 0     | 80 a 84 | 0     |
| 8     | 75 a 79 | 12    |
| 4     | 70 a 74 | 12    |
| 4     | 65 a 69 | 8     |
| 24    | 60 a 64 | 12    |
| 12    | 55 a 59 | 12    |
| 24    | 50 a 54 | 16    |
| 16    | 45 a 49 | 8     |
| 12    | 40 a 44 | 32    |
| 12    | 35 a 39 | 8     |
| 20    | 30 a 34 | 12    |
| 20    | 25 a 29 | 28    |
| 8     | 20 a 24 | 4     |
| 28    | 15 a 19 | 20    |
| 12    | 10 a 14 | 20    |
| 8     | 5 a 9   | 32    |
| 12    | 0 a 4   | 8     |

## Economia
El 2007 la població en edat de treballar era de 458 persones, 360 eren actives i 98 eren inactives. De les 360 persones actives 338 estaven ocupades (185 homes i 153 dones) i 22 estaven aturades (10 homes i 12 dones). De les 98 persones inactives 32 estaven jubilades, 38 estaven estudiant i 28 estaven classificades com a «altres inactius».

### Ingressos
El 2009 a Monsteroux-Milieu hi havia 266 unitats fiscals que integraven 748,5 persones, la mediana anual d'ingressos fiscals per persona era de 20.037 €.

### Activitats econòmiques
Dels 22 establiments que hi havia el 2007, 1 era d'una empresa de fabricació de material elèctric, 4 d'empreses de fabricació d'altres productes industrials, 5 d'empreses de construcció, 4 d'empreses de comerç i reparació d'automòbils, 1 d'una empresa de transport, 2 d'empreses d'hostatgeria i restauració, 1 d'una empresa d'informació i comunicació, 3 d'empreses de serveis i 1 d'una empresa classificada com a «altres activitats de serveis».
Dels 11 establiments de servei als particulars que hi havia el 2009, 3 eren tallers de reparació d'automòbils i de material agrícola, 2 fusteries, 2 lampisteries, 1 electricista i 3 restaurants.
L'únic establiment comercial que hi havia el 2009 era una fleca.
L'any 2000 a Monsteroux-Milieu hi havia 9 explotacions agrícoles que ocupaven un total de 282 hectàrees.

## Equipaments sanitaris i escolars
El 2009 hi havia 1 escola maternal i 1 escola elemental.

## Poblacions més properes
El següent diagrama mostra les poblacions més properes.